# Фалтоний Пиниан
Фалтоний Пиниан (на латински: Faltonius Pinianus; ок. 235 – сл. 286) e политик и сенатор на Римската империя през края на 3 и началото на 4 век.
Син е на Фалтоний Реституциан, който е Praefectus Vigilum (префект на вигилиите) 244 г. Фалтоний Пиниан e проконсул на римската провинция Азия 286 или 305 г.

## Деца
- Фалтоний (* 260), женен за Меция Проба (* 270), дъщеря на Марк Меций Орфит и Фурия, дъщеря на Гордиан III и Транквилина и внучка по бащина линия на Марк Меций Проб и Пупиена Секстия Павлина Цетегила и правнучка на Марк Помпоний Меций Проб (консул 228 г.) и император Пупиен; имат един син
  - Фалтоний Проб (* ок. 295), женен за Бетиция (* ок. 300), дъщеря на Бетиций Перпету Арзйгий (Betitius Perpetuus Arzygius); имат дъщеря
    - Фалтония Бетиция Проба